# Hikaru nara
A Hikaru nara (光るなら, ’Ha ragyogni fogsz’) vagy teljes nevén Goose House Phrase #09 Hikaru nara a Goose House japán együttes második kislemeze, amely 2014. november 19-én jelent meg Japánban a gr8! Records kiadó gondozásában. A lemez címadó dalát a Sigacu va kimi no uszo animesorozat első nyitófőcím-dalául választották, a szám főcím hosszúságú változata 2014. október 20-án felkerült a japán iTunes Store és mora digitális zeneáruházak kínálatába.
A lemez címadó dala videóklipet is kapott Tabata Daicsi rendezésében, így a Beautiful Life és az Oto no naru hó e után a harmadik Goose House-szám lett, amelynek van hivatalos videóklipje. Ugyan a dallal a korábbiakhoz hasonlóan nem léptek fel egyetlen televíziós műsorban sem, viszont népszerűsítették azt a televízióban egy a Mezamasi TV-ben adott interjújuk és reklámok képében.
A dal a szigetországban megjelenésének napján a tizenegyedik helyezést érte el az Oricon, az elsőt a japán iTunes Store és a mora napi eladási listáján, illetve felkerült a Billboard Japan Hot 100 listájára is az ötödik helyen.

## Számlista
Az összes dal szerzője a Goose House. 
| CD (SRCL-8640/SRCL-8641) | CD (SRCL-8640/SRCL-8641)                                                       | CD (SRCL-8640/SRCL-8641) | CD (SRCL-8640/SRCL-8641) | CD (SRCL-8640/SRCL-8641) | CD (SRCL-8640/SRCL-8641) | CD (SRCL-8640/SRCL-8641) | CD (SRCL-8640/SRCL-8641) | CD (SRCL-8640/SRCL-8641) | CD (SRCL-8640/SRCL-8641) |
|                          | Cím                                                                            | Hossz                    |                          |                          |                          |                          |                          |                          |                          |
| ------------------------ | ------------------------------------------------------------------------------ | ------------------------ | ------------------------ | ------------------------ | ------------------------ | ------------------------ | ------------------------ | ------------------------ | ------------------------ |
| 1.                       | Hikaru nara (光るなら, ’Ha ragyogni fogsz’)                                    | 4:09                     |                          |                          |                          |                          |                          |                          |                          |
| 2.                       | Fuju no Epilogue (冬のエピローグ, ’Téli epilógus’)                             | 5:28                     |                          |                          |                          |                          |                          |                          |                          |
| 3.                       | Hikaru nara -TV size- (光るなら) (csak a korlátozott példányszámú kiadáson)    | 1:32                     |                          |                          |                          |                          |                          |                          |                          |
| 4.                       | Hikaru nara -instrumenatal- (光るなら)                                         | 4:09                     |                          |                          |                          |                          |                          |                          |                          |
| 5.                       | Fuju no Epilogue -instrumenatal- (冬のエピローグ) (iTunes Store/mora exkluzív) | 5:02                     |                          |                          |                          |                          |                          |                          |                          |
| 20:20                    |                                                                                |                          |                          |                          |                          |                          |                          |                          |                          |

| DVD (SRCL-8642) | DVD (SRCL-8642)                    | DVD (SRCL-8642) | DVD (SRCL-8642) | DVD (SRCL-8642) | DVD (SRCL-8642) | DVD (SRCL-8642) | DVD (SRCL-8642) | DVD (SRCL-8642) | DVD (SRCL-8642) |
|                 | Cím                                | Rendező         | Hossz           |                 |                 |                 |                 |                 |                 |
| --------------- | ---------------------------------- | --------------- | --------------- | --------------- | --------------- | --------------- | --------------- | --------------- | --------------- |
| 1.              | Hikaru nara Music Video (光るなら) | Tabata Daicsi   | 4:14            |                 |                 |                 |                 |                 |                 |
| 4:14            |                                    |                 |                 |                 |                 |                 |                 |                 |                 |

| Hikaru nara -TV size- kislemez | Hikaru nara -TV size- kislemez   | Hikaru nara -TV size- kislemez | Hikaru nara -TV size- kislemez | Hikaru nara -TV size- kislemez | Hikaru nara -TV size- kislemez | Hikaru nara -TV size- kislemez | Hikaru nara -TV size- kislemez | Hikaru nara -TV size- kislemez | Hikaru nara -TV size- kislemez |
|                                | Cím                              | Hossz                          |                                |                                |                                |                                |                                |                                |                                |
| ------------------------------ | -------------------------------- | ------------------------------ | ------------------------------ | ------------------------------ | ------------------------------ | ------------------------------ | ------------------------------ | ------------------------------ | ------------------------------ |
| 1.                             | Hikaru nara -TV size- (光るなら) | 1:32                           |                                |                                |                                |                                |                                |                                |                                |
| 1:32                           |                                  |                                |                                |                                |                                |                                |                                |                                |                                |

## Közreműködők
| Goose House - Kudó Súhei – vokál, akusztikus gitár - Saito Johnny – vokál, akusztikus és elektromos gitár, hegedű, programming - Szajaka – vokál, akusztikus gitár, ütőhangszerek - Takebucsi Kei – vokál, ütőhangszerek - Vatanabe Súhei – vokál, akusztikus és basszusgitár - Manami – vokál, akusztikus gitár, ütőhangszerek - Takezava Migiva – vokál, dobok, cajón | - Szuhara Anzu – hegedű (2) - Simada Kótaro – vezető producer, kreatív igazgató - Josida Takesi – producer - Macumoto Jaszuo – keverőmérnök (1) - Komori Maszahito – hangmérnök, keverőmérnök (2) - Szakai Hidekazu – mastering mérnök - Jaszumoto Hiromu – segédmérnök - Ito Nobuhiko – A&R - Denma Tomomi – művészeti vezető, designer - Tamura Rjóta – producer (DVD) - Tabata Daicsi – rendező (DVD) - Isizaka Naoki – operatőr (DVD) |